# Barneoudia
Barneoudia es un género con cuatro especies de plantas con flores perteneciente a la familia Ranunculaceae.

## Etimología
El nombre del género fue otorgado en honor de François Marius Barnéoud, geólogo, y botánico francés

## Especies
- Barneoudia balliana
- Barneoudia chilensis
- Barneoudia domeykoana
- Barneoudia major